# Kohlhof (Schriesheim)
Der Kohlhof ist ein kleiner Ortsteil der Stadt Schriesheim im baden-württembergischen Rhein-Neckar-Kreis. Er gehörte bis Dezember 1971 zur Gemeinde Altenbach, die dann mit Schriesheim vereinigt wurde. 
Der Ort besteht aus einigen locker gestreuten Häusern, darunter eine Kfz-Werkstatt und dem am höchsten liegenden Komplex des Naturfreundehauses. Dieses nutzt die aussichtsreiche Lage und den nach Westen über Odenwaldrand und Rheinebene hinweg, an klaren Tagen bis zum Pfälzerwald reichenden, Blick.

## Geschichte
Der Kohlhof wurde erstmals 1794 erwähnt und entstand wohl zu Anfang des 18. Jahrhunderts als Erbbestandsgut im Bereich des Zentwaldes. 1805 wurde der Ort, zusammen mit dem angrenzenden Röschbacher Hof, zur Gemeinde Altenbach zugewiesen. Die beiden Orte standen zuvor unter „Polizeiaufsicht“ der Kellerei Waldeck, ohne regelrecht zu einer Gemeinde zu gehören. Der Kohlhof wurde erst 1922 unter Aufhebung eigenen Gemeindevermögens und Auflösung der eigenen Gemarkung völlig zu Altenbach eingemeindet.

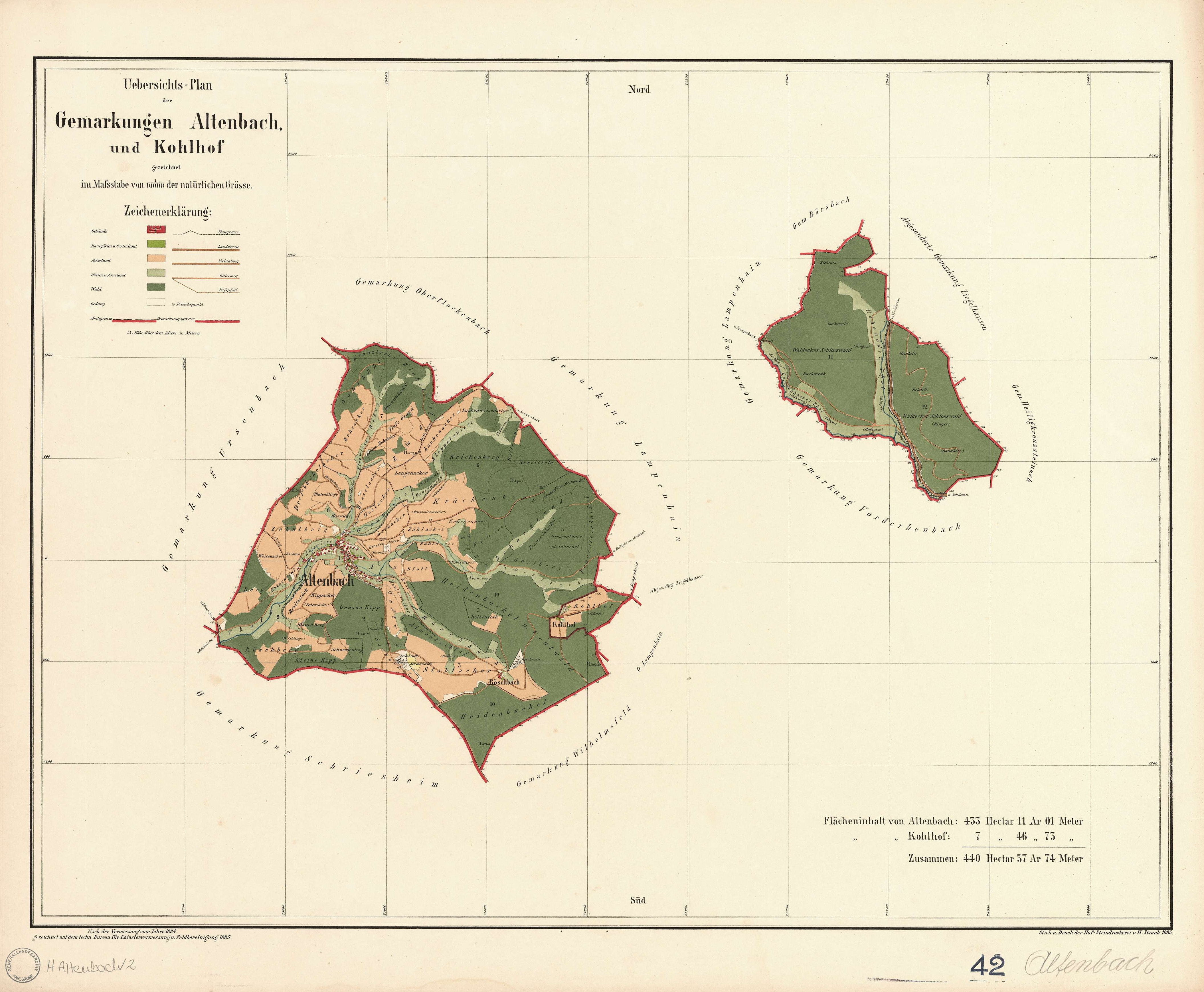
Gemarkungsplan der Gemeinde Altenbach mit Kohlhof von 1885.

1970 bestand der Kohlhof noch aus einem Bauernhof und einer Tankstelle mit einem kleinen Ladengeschäft. 1971 wurde der Ort zusammen mit Altenbach der Stadt Schriesheim zugewiesen.

### Einwohnerentwicklung
(Quelle:)
| Einwohner | 1818 | 1834 | 1852 | 1875 | 1905 | 1950 | 1961 | 2022 |
| --------- | ---- | ---- | ---- | ---- | ---- | ---- | ---- | ---- |
| Jahr      | 21   | 25   | 19   | 22   | 20   | 28   | 36   | 44   |